# Christian Niccum
Christian Niccum (* 27. Januar 1978 in Minneapolis) ist ein ehemaliger US-amerikanischer Rennrodler.
Christian Niccum betrieb seit 1990 Rodelsport und trat seit 1998 bei internationalen Wettkämpfen an. Er fuhr sowohl im Einsitzer, als auch im Doppelsitzer. Hier erreichte er mit Matt McClain große Erfolge im Jugendbereich, wurde viermal Juniorenweltmeister und Neunter bei den Rennrodel-Weltmeisterschaften 1999. Während des Rennrodel-Weltcup 1998/1999 gewann das Doppel zwei Rennen und belegte den fünften Rang im Gesamtweltcup. Später startete er kurz mit Brian Wohlleb (Zwölfter bei den Rennrodel-Weltmeisterschaften 2003) und Jonathan N. Myles (Zwölfter bei den Rennrodel-Weltmeisterschaften 2004) und anschließend mit Patrick Quinn (Neunter bei den Rennrodel-Weltmeisterschaften 2005). 2006 verpasste das Doppel die Qualifikation für die Olympischen Spiele von Turin nur knapp hinter Preston Griffall und Dan Joye, Niccum startete jedoch im Einzel und wurde dort 23. Von 2007 bis 2010 war Dan Joye sein Doppelpartner. Mit ihm erreichte er zum Auftakt des Rennrodel-Weltcups 2007/08 in Lake Placid einen fünften Platz. Von 2010 bis 2014 rodelte er mit Jayson Terdiman im Doppelsitzer.

## Erfolge

### Weltcupsiege
| Nr. | Datum         | Ort         | Bahn                                    |
| --- | ------------- | ----------- | --------------------------------------- |
| 1.  | 8. Dez. 1996  | Lillehammer | Bob- und Rennschlittenbahn Hunderfossen |
| 2.  | 21. Nov. 1998 | Innsbruck   | Olympia Eiskanal Igls                   |
| 3.  | 12. Dez. 1998 | Sigulda     | Rennrodel- und Bobbahn Sigulda          |

| Nr. | Datum         | Ort         | Bahn                        |
| --- | ------------- | ----------- | --------------------------- |
| 1.  | 17. Nov. 2007 | Lake Placid | Olympia-Bobbahn Lake Placid |